# Holte-Lastrup
Holte-Lastrup ist ein Ort in der Gemeinde Lähden im niedersächsischen Landkreis Emsland. Der aus den beiden Dörfern Holte und Lastrup bestehende Ort liegt östlich des Kernbereichs von Lähden.

## Geografie
Westlich liegt das 23 ha große Naturschutzgebiet Tiefe Vehn und südlich das 2,9 ha große Naturschutzgebiet Zitterteiche.
Der Ort liegt an der Landesstraße L 55. Die B 213 verläuft südlich.
Am östlichen Ortsrand fließt die Südradde, ein rechter Nebenfluss der Hase.

## Geschichte
Holte wurde am 14. Juli 947 erstmals als Holuidde (Holz, Wald) in einer Schenkungsurkunde König Ottos I., dem späteren ersten deutschen Kaiser, an das Kloster Enger erwähnt. Der Ort gehörte damals zum  Agartinga (Agradingau).

### Eingemeindung
Die Gemeinde Holte-Lastrup wurde am 1. Januar 1964 im damaligen Landkreis Meppen durch den Zusammenschluss der beiden Gemeinden Holte und Lastrup gebildet. Am 1. Februar 1971 wurde Holte-Lastrup nach Lähden eingemeindet.